# Dave Walker (pilota automobilistico)
David Walker, detto Dave (Sydney, 10 giugno 1941 – 24 maggio 2024), è stato un pilota automobilistico australiano, detentore anche del peculiare record di essere l'unico pilota a non avere preso nessun punto, essendo egli il compagno di squadra di un altro pilota campione del mondo in quella stagione (1972).

## Risultati in Formula 1
| 1971 | Scuderia   | Vettura  |  |  |  |     |  |  |  |  |  |  |  |  |  | Punti | Pos. |
| ---- | ---------- | -------- |  |  |  | --- |  |  |  |  |  |  |  |  |  | ----- | ---- |
| 1971 | Team Lotus | Lotus 56 |  |  |  | Rit |  |  |  |  |  |  |  |  |  | 0     |      |

| 1972 | Scuderia   | Vettura  |    |    |   |    |    |    |     |     |     |  |  |     |  | Punti | Pos. |
| ---- | ---------- | -------- | -- | -- | - | -- | -- | -- | --- | --- | --- |  |  | --- |  | ----- | ---- |
| 1972 | Team Lotus | Lotus 72 | SQ | 10 | 9 | 14 | 14 | 18 | Rit | Rit | Rit |  |  | Rit |  | 0     |      |

| Legenda | 1º posto     | 2º posto | 3º posto    | A punti         | Senza punti/Non class.  | Grassetto – Pole position Corsivo – Giro più veloce |
| Legenda | Squalificato | Ritirato | Non partito | Non qualificato | Solo prove/Terzo pilota | Grassetto – Pole position Corsivo – Giro più veloce |